# Cao Rui
Cao Rui (Yuanzhong) of Wei Mingdi (205-239) was de tweede keizer van de Wei-dynastie. Hij was de kleinzoon van Cao Cao, de zoon van Cao Pi (de eerste keizer) en Zhen Ji en de vader van Cao Fang.
Toen zijn vader Cao Pi in 226 stierf, volgde Cao Rui hem op als keizer van Wei.
Cao Rui was een omstreden keizer; hij was een goed militair strateeg, maar tegelijk hield hij van pracht en praal en liet grote paleizen en tempels bouwen, die een aanslag waren op de staatskas. Bij zijn dood in 239 verklaarde hij dat zijn zoon Cao Fang hem op zou volgen, en dat Sima Yi en Cao Shuang hem moesten beschermen en de staatszaken regelen.